# Csoportdinamikai tréning
A csoportdinamikai tréning a csoportdinamika alkalmazásának egy ága és a csoportmunka egyik formája. A csoportfolyamatok gyakorlásának tereként azt a célt szolgálja, hogy a résztvevők önmaguk és a csoport megtapasztalásán keresztül megismerjék a csoportban zajló társas történéseket és gyakorlatot szerezzenek a csoport kommunikációs folyamatainak alakításában.

## Célok
A csoportdinamikai tréning középpontjában az ún. „itt és most” élmények állnak. Ez azt jelenti, hogy az érintettek figyelme nem a tényekre (dolog-szint), hanem a csoportbeli viszonyok személyes megélésére (viszony-szint) irányul. 

## Vezetés
A tréninget speciálisan kiképzett csoportdinamikai trénerek (csoportdinamikusok) vezetik, akik többnyire teamben dolgoznak és csak annyira strukturálják a folyamatot, amennyire az feltétlenül szükséges. A résztvevők számára a lehető legnagyobb teret próbálják biztosítani a szabad cselekvéshez és kísérletezéshez. A csoportnak magának kell rátalálnia, hogy kinek milyen szerep jusson (szerepek a csoportban) és, hogy mi megengedett, illetve tilos (csoportszabályok).
A résztvevők felelőssége, hogy célokat határozzanak meg és képessé váljanak együttesen cselekedni. A részvevőknek maguknak kell megteremteniük azt a rendet, amely ahhoz szükséges, hogy jól érezzék magukat és tudjanak csoportban dolgozni. A csoporttagok akkor képesek csoportban dolgozni, ha a csoportbeli helyzetet önállóan tisztázni és javítani tudják. Ebben a trénerek tanácsokkal látják el és támogatják, de nem irányítják őket.
Kurt Lewin, aki ennek a kutatási iránynak és tréningformának a megalapítója volt, ezt a munkamódot ezzel az utasítással írta körül: "Go with the flow of the group!" Ezzel azt akarta mondani, hogy a csoportnak magának kell megtalálnia a saját fejlődési útját. Nem lehet olyan vezető, sem pedig olyan terv, amely a csoport fejlődésének útját előre meghatározná. Ezt a feladatot a csoportnak magának kell megoldania. Ezen kívül ez a felszólítás még azt is jelenti, hogy, amennyiben a csoport minden tagja megfelelő összeköttetésben van a többiekkel, „egymáshoz kapcsolódnak”, ahogyan a csoportdinamika fogalmaz, a csoport egységes egészként tud fejlődni, azaz munkaképessé válni és optimálisan működni.

## Módszerek
Azok a tipikus technikák és munkamódszerek, amelyeket a csoportdinamikai tréning során használunk, az alábbiak: 
- feedback-elv
- csoport konfliktus-feldolgozása
- csoportdinamikai gyakorlat
- helyzetelemzés
- folyamatelemzés
- szociometria
- elméleti bemenet

## A csoportok komplexitásának észlelése
A szándékos tisztázatlanság minden résztvevőben bizonytalanságot és kellemetlen érzéseket vált ki, különösen a folyamat kezdeti szakaszában. Mindenki megpróbálja aktív, vagy passzív módon kitalálni, hogyan is „működik” a csoport. Minden résztvevő figyeli önmagát és a többieket és „következtetéseket von le” a társai viselkedésével kapcsolatban, vagy megpróbálja megértetni magát és tájékozódni. Mindez az összes érintett számára áttekinthetetlenné és bonyolulttá teszi a helyzetet. 
A mindennapi életben ezek a fejlemények reflektálatlanságuk okán improduktívnak és kaotikusnak tűnnek. Ha egy csoport tagjai nem egyeznek kellőképp a szabályok és normák vonatkozásában, kellemetlenségként élhetik meg ezt. A kitörő rangsorvitákat és konfliktusokat gyakran illetik a „csoportdinamika” névvel. A köznapi nyelvben a csoportdinamika szónak ezért inkább negatív kicsengése van.
A csoportdinamikai tréning a tudatosan engedi szabadjára azt a bizonytalanságot, amelyet a komplexitás és az átláthatatlanság okoz, holott az a mindennapi csoportműködést nagyon megterhelné. Ez az átláthatatlanság és komplexitás gyakran hátráltatja a munkahelyi, a szabadidős, sőt, a politikai csoportok működését. A tréning folyamán a résztvevőknek lehetőségük nyílik arra, hogy a saját csoportjuk működését megtapasztalva rájöjjenek, mi is korlátozza munka-hatékonyságukat és mit tehetnek azért, hogy ez megváltozzék.
Minél inkább sikerül a csoportban működő magatartásmódokat és atmoszférát megragadni, kifejezni, a résztvevők annál könnyebben egyezségre juthatnak a szükséges és lehetséges változtatásokat és azok közös megvalósítását illetően. 

## Személyes részvétel
Nyilvánvaló,[forrás?] hogy csak akkor jöhet létre ilyen közösség, ha a minden érintett képes az észleléseit és véleményét érthetően kimondani és azt a többiek valóban meg is hallgatják. Ebben hasznosnak bizonyulhat a már bevált szabályok követése („Odafigyelés”, „Beszélni hagyás”, stb.). Végső soron azonban hangsúlyoznunk kell, hogy nem a „rendes viselkedés”, hanem az „érthetőség” a lényeg.
Csak, ha  a csoportban világos és érthető, hogy
- milyen pozíciót foglal el az egyén,
- mit érez,
- mit akar és mit nem,
- mit és kit támogat, ill. mit és kit nem támogat,

csak, ha a csoport tagjai nem hallgatják el támogatásaikat és elutasításaikat, lesznek képesek egymást megérteni és csoportként továbbfejlődni, tehát a saját útjukat járni (önirányítás).

## A csoportfolyamat alakítása
A csoportdinamikai tréning során a résztvevők az aktivitás és passzivitás, cselekvés és gondolkodás folytonos váltakozásában megismerik saját gyengeségeiket és erősségeiket, megtanulnak bánni saját „vakfoltjaikkal”. Egyidejűleg csoportos helyzetekben való részvétel  és azok pozitív irányba történő befolyásolásának, a csoportfolyamat alakításához való hozzájárulás módjait és lehetőségeket is megismerik.

## A csoportdinamikai tréning története
A csoportdinamikai tréninget „csoportdinamikai labor”, avagy T csoport néven 1947-ben fejlesztették ki az USA-ban. Egy, a faji és vallási előítéletek elleni küzdelem céljából létrehozott állami intézmény munkatársainak kiképzése során szükség volt a szemináriumon résztvevők viselkedésének tudományos vizsgálatára. Ezáltal a képzés eredményességéről akartak megbizonyosodni, mivel a résztvevőknek azt kellett megtanulniuk, hogy hogyan bánjanak emberekkel és befolyásolhatják értelmesen mások viselkedését, ill. hogyan változtathatják meg azt. A résztvevőket kérdőívek kitöltésére kérték és Kurt Lewin kutatócsoportja megfigyelte a résztvevőket és az oktatókat a képzés során. 
A szemináriumokat követő estéken a kutatók összeültek, hogy beszámoljanak egymásnak a megfigyeléseikről. Néhány résztvevő azok közül, akik nem tudtak aznap hazautazni, kérte, hadd vehessen részt az üléseken. Ott hallották, mi mindent tapasztaltak és mit gondolnak a akutatók az ő viselkedésükkel kapcsolatban. Azonnal élénk eszmecsere alakult ki közöttük és a kutatók között, mivel az oktatást mindenki némileg másként élte meg, és az érintettek magatartását is eltérő módon értékelték. 
Nemsokára ezek az ülések, melyeken ekkor már az összes résztvevő és oktató jelen volt, a képzés legfontosabb elemévé váltak, mert itt mindenki a saját példáján, tehát önmagán, a többieken és a szemináriumi csoporton tapasztalhatta és tanulhatta meg, hogyan viselkednek és változnak az emberek, ha hosszabb ideig együtt vannak másokkal.
Így fedezték fel a feedback-elvet és jelentőségét a társas tanulás számára. Ez volt a csoportdinamikai tréningek központiját jelentő ún. T csoport, további fejlődésének kezdete. A tréningcsoportok, amelyek nagyjából 7-14 emberből és 1-2 trénerből állnak, lemondanak előre adott tartalomról, tananyagról, annak érdekében, amit a résztvevők csak együttlétük „itt és most”-jában önállóan felfedezhetnek.